# Burg Uplengen
Die  Burg Uplengen ist der Namensgeber der heutigen Gemeinde. Sie stand im Ortsteil Großsander im Landkreis Leer in Ostfriesland. Heute sind von ihr noch Reste der Wallanlagen erhalten.

## Geschichte
Es ist unbekannt, wer die Burg erbaut hat. Auch die Entstehungszeit liegt im Dunklen. Die Burg lag an einer strategisch günstigen Stelle. In Großsander ragte eine Sandzunge am östlichen Rand der ostfriesischen hohen Geest in das Lengener Moor hinein, der einen Übergang über das Moor ermöglichte, das ansonsten das Oldenburger Land und Ostfriesland völlig voneinander trennte. Die Burg lag zur Zeit der Ostfriesischen Häuptlinge im Machtbereich von Focko Ukena. Diese Zeit war durch dauernde Fehden der mächtigen Familien Ostfrieslands geprägt. Sie endete erst mit dem Sieg des Bundes der Freiheit von Edzard Cirksena im Jahre 1430. Die Cirksena übernahmen danach die Macht in Ostfriesland und ließen die Burg Uplengen massiv befestigen. So sicherten sie ihr Herrschaftsterritorium gegen Oldenburg ab. Die Drosten der Burg Uplengen waren vermutlich auch für das Lengener Land verantwortlich.
Während der sächsischen Fehde nahmen die Grafen von Oldenburg und Hero Omken die Burg im Jahre 1514 ein. Ein Jahr später konnte Graf Edzard der Große sie zurückerobern. Nach der Vermählung des Grafen Enno II. mit Anna von Oldenburg fanden die Streitigkeiten zwischen Oldenburg und Ostfriesland ein Ende. Graf Enno II. ließ daraufhin 1535 die Festungswerke der Anlage schleifen und 1538 auch das Burggebäude abbrechen. Die Steine fanden beim Bau eines neuen Zwingers der Burg Stickhausen eine neue Verwendung. Ende des 18. Jahrhunderts wurden der Wall und der Graben größtenteils eingeebnet. Der noch vorhandene Rest des Burgwalles ist etwa fünf Meter hoch, 15 Meter breit und 40 Meter lang. Er steht unter Denkmalschutz.